# Лазович, Катарина
Катарина Лазович (серб. Катарина Лазовић; р. 12 сентября 1999, Белград, СР Югославия) — сербская волейболистка, нападающая-доигровщица. Чемпионка мира 2022, чемпионка Европы 2019.

## Биография
В 2014 году 15-летняя Катарина Лазович дебютировала в суперлиге чемпионата Сербии в составе команды «Визура», за которую выступала на протяжении 5 сезонов, четырежды выиграв в её составе «золото» национального первенства, дважды — Кубок и четырежды Суперкубок страны. В 2019 заключила контракт с чемпионом Польши — клубом ЛКС (Лодзь). После 2021 выступала за команды Италии, Китая и Турции.
В 2014—2017 годах Лазович одновременно играла за юниорскую и молодёжную сборные Сербии, трижды став в их составах призёром чемпионатов Европы, в том числе победителем молодёжного континентального первенства в 2014 году.
В 2019 году Катарина Лазович дебютировала в национальной сборной Сербии, приняв участие в Лиге наций, а затем выиграв со своей командой золотые награды чемпионата Европы. В 2022 Лазович выиграла «золото» на проходившем в Нидерландах и Польше чемпионате мира.

### Клубная карьера
- 2014—2019 —  «Визура» (Белград/Рума);
- 2019—2021 —  ЛКС (Лодзь);
- 2021—2022 —  «Саугелла»/«Веро Воллей» (Монца);
- 2022—2023 —  «Бэйцзин Байк Мотор» (Пекин);
- 2023 —  «Чукурова Адана Демирспор» (Адана);
- 2023 —  «Бэйцзин Байк Мотор» (Пекин);
- 2024—2025 —  «Галатасарай» (Стамбул).
- с 2025 —  «Вакыфбанк» (Стамбул).

## Достижения

### Со сборнымиСербии
- чемпионка мира 2022.
- бронзовый призёр Лиги наций 2022.
- чемпионка Европы 2019;
  - двукратный серебряный призёр чемпионатов Европы — 2021, 2023.
- чемпионка Европы среди молодёжных команд 2014;
  - серебряный призёр молодёжного чемпионата Европы 2016.
- серебряный призёр чемпионата Европы среди девушек 2015.

### С клубами
- 4-кратная чемпионка Сербии — 2015—2018.
- двукратный победитель розыгрышей Кубка Сербии — 2015, 2016.
- 4-кратный победитель розыгрышей Суперкубка Сербии — 2014, 2015, 2017, 2018.
- двукратный бронзовый призёр чемпионатов Польши — 2020, 2021.
- серебряный призёр чемпионата Италии 2022.

### Индивидуальные
- 2015: лучшая принимающая чемпионата Европы среди девушек.
- 2016: лучшая принимающая молодёжного чемпионата Европы.
- самая результативная чемпионата Сербии 2019.